# Torre Rossa
La Torre Rossa di San Secondo è una torre romanica di Asti. Narra la leggenda popolare che la torre sia stata l'ultima prigione del Santo Patrono della città (San Secondo) prima del martirio. La sua denominazione potrebbe derivare dalla colorazione della torre stessa o dalla famiglia De Rubeis, che sembra possedesse le proprie abitazioni nelle sue immediate adiacenze.

## Edificazione

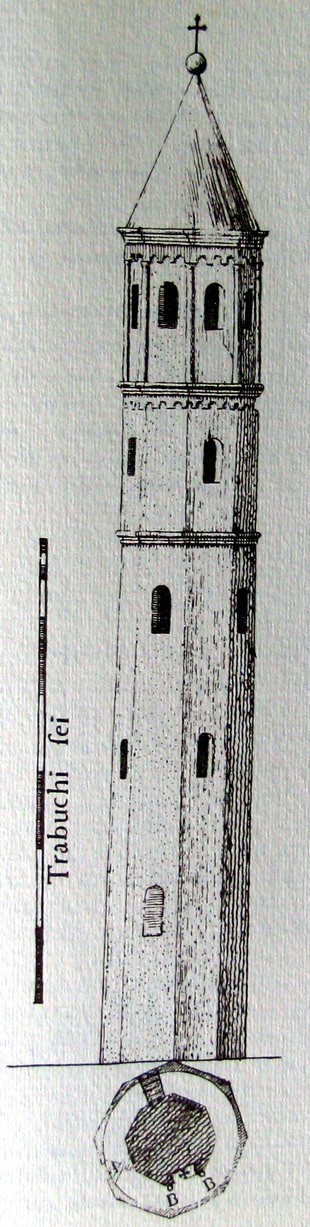
La Torre, da un disegno di Stefano Giuseppe Incisa del 1806

È uno dei più vecchi monumenti della città. La torre è stata costruita in due periodi diversi: la prima parte risale al periodo romano (intorno al I secolo a.C.), la seconda in tufo e mattoni risale all'XI secolo circa. È probabile che la torre facesse parte del palazzo Pretorio, o fosse una delle due torri della porta d'ingresso nella cinta muraria. Ad avvalorare questa seconda ipotesi è la somiglianza con la Porta Palatina di Torino o della Porta pretoria di Aosta o la Porta Nigra di Treviri.
Intorno al XII secolo la torre venne adibita a campanile della nuova Chiesa di San Secondo (sorta intorno al X secolo circa), funzione che mantiene tuttora. In principio la torre terminava con una guglia in rame dorato molto appuntita, che venne abbattuta nel 1777 perché minacciava di cadere. Nel 1851, i Frati Minori osservanti collocarono una campana donata dal Vescovo mons. Faà di Bruno, poi levata nel 1936, quando tutte le campane vennero sostituite.
A metà degli anni trenta del XX secolo, vennero abbattute le case addossate alla torre, che ne nascondevano la parte inferiore. Secondo il progetto di restauro e riaddobbo, la piazzetta formatasi dalla demolizione delle case doveva ospitare la statua di Augusto a ricordare i trascorsi romani della città ma questo progetto non venne mai intrapreso.

## L'esterno
È una torre tipica ad impianto romano, costruita su un robusto basamento a 16 lati, in mattoni rossi, che si ingentilisce alla cima con una fascia intervallata da tufo e mattoni in policromia bianca e rossa.

## L'interno
Appena entrati si nota un piccolo altare con una statua marmorea di San Secondo, loricato alla romana con in mano la città. Questa statua era prima nella cella sotterranea, oggi murata e "piena", per favorire maggiore stabilità alla costruzione.
 Dice la tradizione che in quella cella si potevano ammirare due sorgenti miracolose fatte scaturire da Gesù Cristo nella sua visita di conforto al Martire astigiano. A lato della statua vi è una lapide marmorea datata 1618, con stemma del Cav. D. Domenico Coardo, Conte di Quarto e di Portacomaro.